# رضا العزب
رضا العزب (عربی: رضا العزب؛ زادهٔ ۹ ژوئیهٔ ۱۹۸۶) بازیکن فوتبال اهل مصر است.
از باشگاه‌هایی که در آن بازی کرده‌است می‌توان به باشگاه ورزشی زمالک اشاره کرد.